# Двухкамерное сердце

Двухкамерное сердце рыб описание в тексте

Двухка́мерное се́рдце — самое простое сердце как орган, представленное единственным предсердием и желудочком, то есть одним насосом, работающим в одном замкнутом контуре — круге кровообращения. Согласно эволюционному учению, впервые сердце как полноценный орган отмечается у рыб: сердце здесь двухкамерное, появляется клапанный аппарат и сердечная сумка. Сердце рыб перекачивает только венозную кровь. Система кровообращения представлена только одним замкнутым контуром (единственным кругом кровообращения), по которому кровь циркулирует через капилляры жабр, затем собирается в сосуды и снова распределяется по капиллярам тканей организма. После этого кровь снова собирается в печёночную и кардиальную вены, которые впадают в венозный синус сердца.
Систему кровообращения примитивных рыб можно условно представить в виде последовательно расположенного «четырёхкамерного» сердца, совершенно не похожего на четырёхкамерное сердце птиц и млекопитающих:
1. «первая камера» представлена венозным синусом, принимающим венозную кровь от тканей рыбы (из печёночной и кардинальной вен);
2. «вторая камера» — собственно предсердие, оснащённое клапанами;
3. «третья камера» — собственно желудочек;
4. «четвёртая камера» — аортальный конус, содержащий несколько клапанов и передающий кровь в брюшную аорту.

Брюшная аорта рыб несёт кровь к жабрам, где происходит оксигенация (насыщение кислородом); по спинной аорте кровь доставляется к остальным частям тела рыбы.
У высших рыб четыре камеры расположены не в виде прямолинейного ряда, а образуют S-образное образование с последними двумя камерами, лежащими выше первых двух. Эта относительно простая картина наблюдается у хрящевых рыб и у кистепёрых рыб. У костистых рыб артериальный конус очень мал и может быть более точно определён как часть аорты, а не сердца. Артериальный конус встречается не у всех амниот — предположительно поглощается желудочком сердца в процессе эволюции, в то время как венозный синус присутствует в виде рудиментарной структуры у некоторых рептилий и птиц. В последующем у других видов он сливается с правым предсердием и становится более неразличимым.